# Arnaud d'Ossat
Arnaud d'Ossat (Larroque, 20 luglio 1537 – Roma, 13 marzo 1604) è stato un cardinale, diplomatico e vescovo cattolico francese.

## Biografia
Di modesta famiglia (il padre era un fabbro) studiò grazie ai sussidi di un nobile della sua città prima ad Auch, poi a Parigi eloquenza e filosofia sotto la guida dell'umanista Pietro Ramo. Proseguì gli studi a Bourges, dove seguì i corsi giurisprudenza sotto la guida del giurista Jacques Cujas.
A Parigi incontrò Paul de Foix-Carmaing, futuro arcivescovo di Tolosa ed entrò al suo servizio nel 1572. Nel 1574 si recò a Roma con il suo nuovo protettore e nel 1580, quando Paul de Foix-Carmaing divenne ambasciatore di Francia a Roma, divenne suo segretario e successivamente lo difese dall'accusa di avere simpatie per i calvinisti. Rimase a Roma anche dopo la morte dell'ambasciatore nel 1584 e divenne allora segretario dei cardinali protettori di Francia, prima di Luigi d'Este, poi di François de Joyeuse. Nel 1588 rifiutò la nomina a ministro degli esteri di re Enrico III. Tornò in Francia verso la fine dell'anno, dopo che la Francia e lo Stato Pontificio avevano rotto le reazioni diplomatiche in seguito all'assassinio del cardinale Luigi di Guisa.
Ritornò a Roma nel 1589 e vi rimase per negoziare la riconciliazione fra il suo paese e lo Stato pontificio, che ebbe luogo il 19 settembre 1595.
Il 9 settembre 1596 fu nominato vescovo di Rennes e fu consacrato il 27 ottobre dello stesso anno nella chiesa di San Marco a Roma, dove rimase come agente diplomatico francese. Convinse papa Clemente VIII ad adottare una politica conciliante nei confronti del neoconvertito Enrico IV di Francia e cioė ad annullarne il matrimonio con Margherita di Valois, ad accettarne l'alleanza con le infedeli Turchia e Inghilterra e a soprassedere sia sulla rimandata pubblicazione in Francia dei decreti del Concilio di Trento, sia sulle misure restrittive assunte dal monarca contro i gesuiti, che non furono riammessi nei territori del Regno nonostante i desideri del Pontefice.
Nel concistoro del 3 marzo 1599 lo stesso papa Clemente VIII lo creò cardinale. Il 17 marzo seguente ricevette il titolo di Sant'Eusebio.
Il 26 giugno 1600 fu trasferito alla diocesi di Bayeux. Morì dopo una breve malattia, prima di aver completato il negoziato per la cessione della diocesi a Jacques d'Angennes. Fu sepolto nella chiesa di San Luigi dei Francesi a Roma.

## Genealogia episcopale e successione apostolica
La genealogia episcopale è:
- Cardinale Agostino Valier
- Cardinale Arnaud d'Ossat

La successione apostolica è:
- Arcivescovo Honoré du Laurens (1601)
- Vescovo Antoine Rose (1601)
- Vescovo Salvat d'Iharse (1602)
- Vescovo François L'Archiver (1602)
- Cardinale Séraphin Olivier-Razali (1602)